# Johann Nepomuk Isfordink

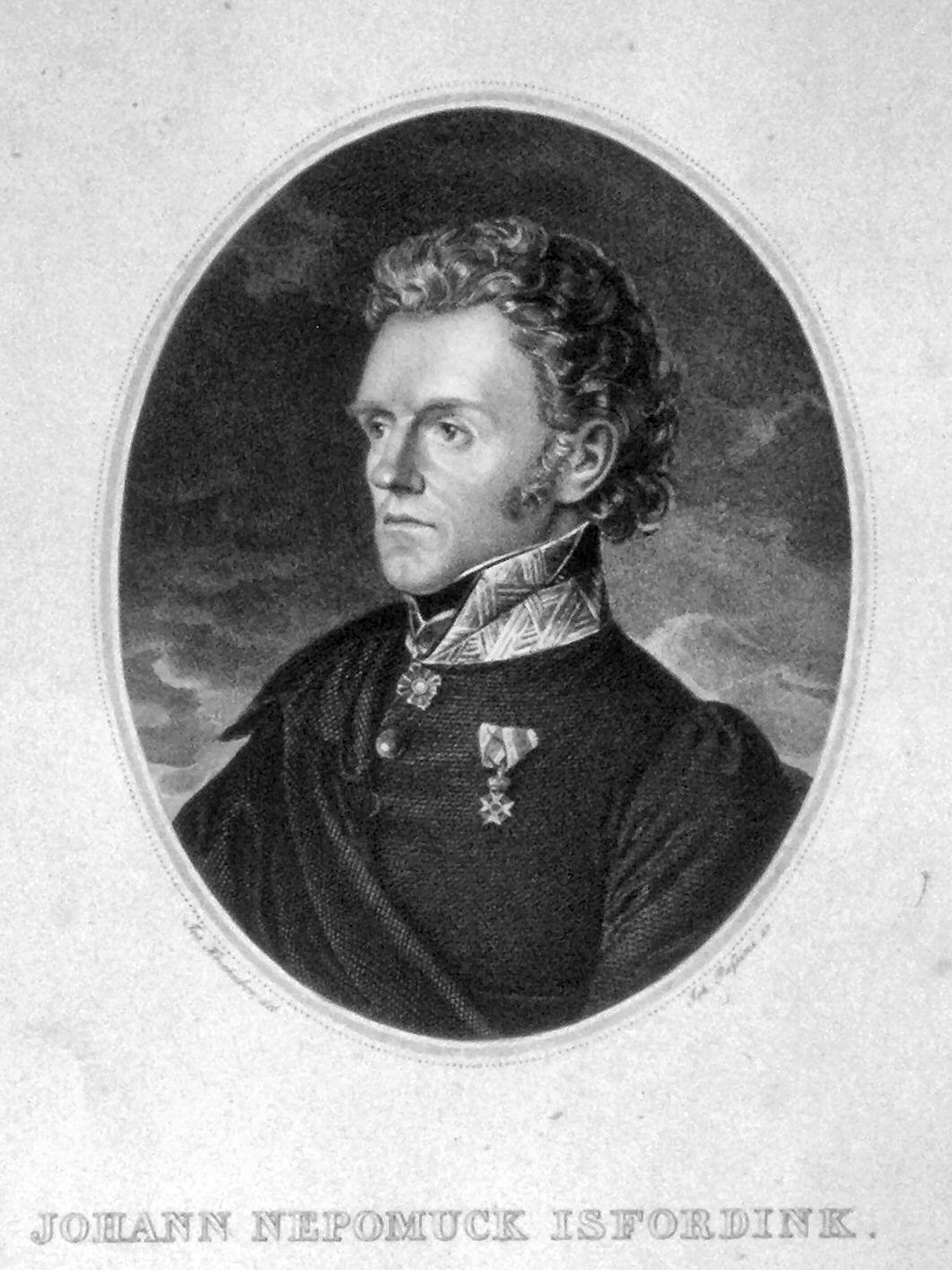
Johann Nepomuk Isfordink, Kupferstich von Ludwig Passini nach Josef Kriehuber

Johann Nepomuk Isfordink, seit 1835 Isfordink Edler von Kostnitz (* 1776 in Konstanz; † 5. Juni 1841 in Wien) war ein Mediziner und Chirurg, Militärarzt sowie Direktor der Josephinums in Wien.

## Leben
Johann Nepomuk Isfordink war der Sohn des Kreis- und Oberamtsrates Ludwig Isfordink in Bregenz. Er studierte an der Universität Freiburg und trat am 1. Oktober 1802 als Oberarzt in das Tiroler Kaiserjäger-Regiment ein. Er engagierte sich hier besonders als Impfarzt und gab zudem auf eigene Kosten eine „belehrende Volksschrift“ heraus. 1806 wurde er am Wiener Collegium-Medico-Chirurgicum-Josephinum promoviert. Am 17. November 1809 wurde er zum Regimentsarzt ernannt, 1804 zum Stabsarzt, kaiserlich-königlichen Rat und zum Professor für allgemeine Pathologie und Arzneimittellehre an der „Medizinisch-Chirurgische Josephs-Akademie“. Im November 1822 erfolgte nach mit der Ernennung zum kaiserlich-königlichen Hofrat die Beförderung zum obersten Feldarzt der Armee und zum Direktor der Josephs-Akademie in Wien. Zugleich wurde er Präses der permanenten Feld-Sanitätskommission und Inspektor der Militär-Medikamentenregie. Er starb an den Folgen eines Schlaganfalls.

## Wirken
Johann Nepomuk Isfordink hat insbesondere das Sanitätswesen der Armee neu strukturiert. Zudem wurde durch seine Initiative am 27. Oktober 1822 die Wiener Josephsakademie einer reichsgleichen Universität gleichgestellt. Er ist Begründer des zugehörigen naturhistorischen Museums.
Sein Wirken wurde auch international anerkannt. Er wurde 1827 korrespondierendes Mitglied der Königlich Preußischen Akademie gemeinnütziger Wissenschaften zu Erfurt und der Medizinisch-Chirurgische Akademie für das Militär in Berlin. 1828 wurde er Ehrenmitglied der kaiserlich russischen Medizinisch-Chirurgischen Akademie für Militärärzte in St. Petersburg und der Gesellschaft für Naturwissenschaft und Heilkunde in Heidelberg, der Physikalisch-Medizinischen Gesellschaft in Erlangen und der Gesellschaft für Naturwissenschaft und Heilkunde in Dresden. 1831 wurde er Mitglied der medizinischen Fakultät der Universität Pest und korrespondierendes Mitglied der medizinisch-chirurgischen Akademie zu Neapel und 1835 Mitglied der Königliche Schwedischen Akademie der Kriegswissenschaften zu Stockholm.
Johann Nepomuk Isfordink wurde am 19. September 1835 vom Kaiser Ferdinand I. in den Adelsstand erhoben mit dem Titel „Edler von Kostnitz“ zur Erinnerung an seine familiären Wurzeln in Konstanz (früher Kostenze, Kostentz; die Form Kostnitz ist tschechischen Ursprungs und seit Huß’ Zeiten missbräuchlicherweise üblich geworden).

## Auszeichnungen
- Ritterkreuz des badischen Militär-Karl-Friedrich-Verdienstorden (1814)
- Commandeurkreuz des kgl. sizilianischen St. Georgs-Ordens der Wiedervereinigung (1825)[4]

## Schriften
- Naturlehre für angehende Ärzte und Wundärzte, als Einleitung in das Studium der Heilkunst, Wien: Schaumburg 1814
- Über den Einfluss der militärischen Gesundheitspolizei auf den Zustand der Heere, in Österreichische Militärische Zeitschrift, Heft 8–10, 1820
- Rede zur Feyer der Wiedereröffnung der medicinisch-chirurgischen Josephs-Akademie, (Gehalten den 6ten November 1824), Staats-Aerarial-Druckerey Wien 1824
- Militärische Gesundheitspolizei mit besonderer Beziehung auf die k. k. österreichische Armee (2 Bde.), Wien: Heubner 1825[2]